# Ролиса
Ролиса (порт. Roliça)  —  район (фрегезия) в Португалии,  входит в округ Лейрия. Является составной частью муниципалитета  Бомбаррал. По старому административному делению входил в провинцию Эштремадура. Входит в экономико-статистический  субрегион Оэште, который входит в Центральный регион. Население составляет 940 человек на 2001 год. Занимает площадь 5,68 км².
Покровителем района считается Дева Мария (порт. Nossa Senhora da Luz). 